# НФЦ Запад
НФЦ Запад (енгл. NFC West) или Западна дивизија Националне фудбалске конференције (енгл. The National Football Conference West Division), је једна од четири дивизије НФЦ-а. Настала је 1970. године када су се спојили АФЛ и НФЛ.

## Клубови
У Дивизији Запад наступају четири клуба:
Сан Франциско 49-ерси имају 17 победничких наслова дивизије НФЦ Запад, а следе их Лос Анђелес рамси са 11 победа.